# Lazkao
Lazkao  (tên tiếng Tây Ban Nha trước đây là Lazcano) là một đô thị trong tỉnh Guipúzcoa thuộc cộng đồng tự trị Xứ Basque, Tây Ban Nha.

## Vị trí
Quãng đường đến các đô thị quan trọng khác
- Donostia-San Sebastian: 45 km
- Madrid: 428 km
- Barcelona: 507 km